# Mausspechte
Die Mausspechte (Sasiinae) sind eine Unterfamilie von Spechten, die mit einer Art im westlichen und zentralen Äquatorialafrika (Gattung Verreauxia) sowie mit zwei Arten in Südostasien vertreten ist (Gattung Sasia). Sie gehören weltweit zu den kleinsten Spechten.
Mausspechte sind Bewohner der unteren Strata tropischer Wälder, wo sie in den unteren Zweigregionen, im bebuschten Unterwuchs, im Bambus- und Grasdickicht ihre vor allem aus Ameisen bestehende Nahrung erbeuten. Sie leben in Paaren oder kleinen Gruppen und ziehen, soweit bekannt, ihre Brut in kleinen, selbst gezimmerten Höhlen auf.
Insgesamt ist wenig über die Biologie dieser Unterfamilie bekannt, auch quantitative Bestandsangaben oder Populationstrends liegen nicht vor. Trotz zum Teil erheblicher Eingriffe in den Lebensraum aller drei Arten werden die Mausspechte von der IUCN zurzeit als Nicht gefährdet (LC = least concern) angesehen.

## Merkmale

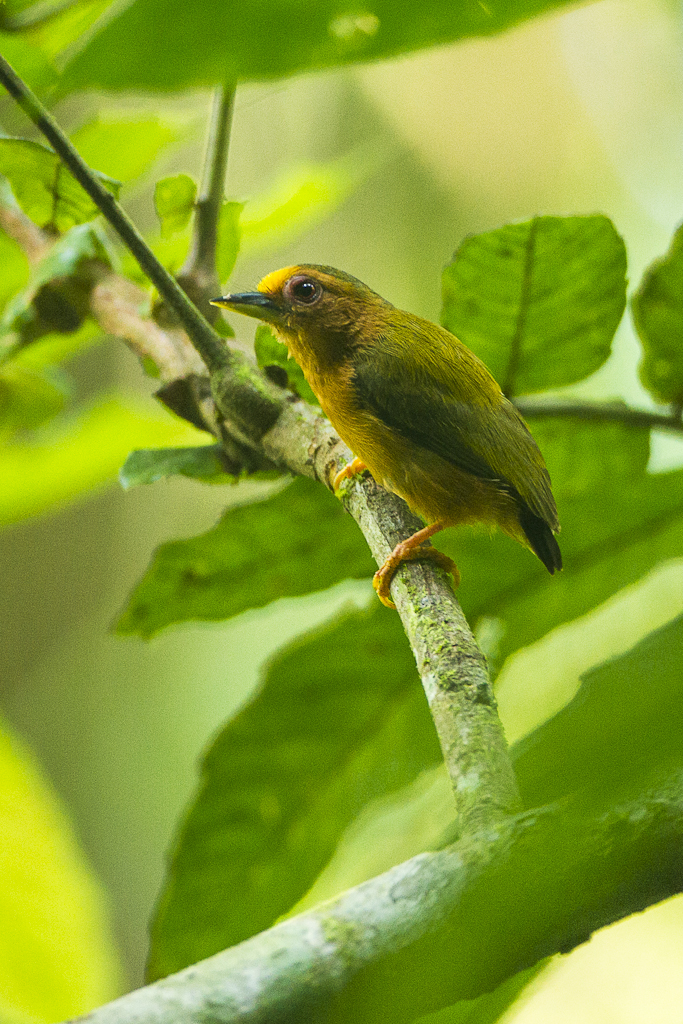
Malaienmausspecht (Sasia abnormis)

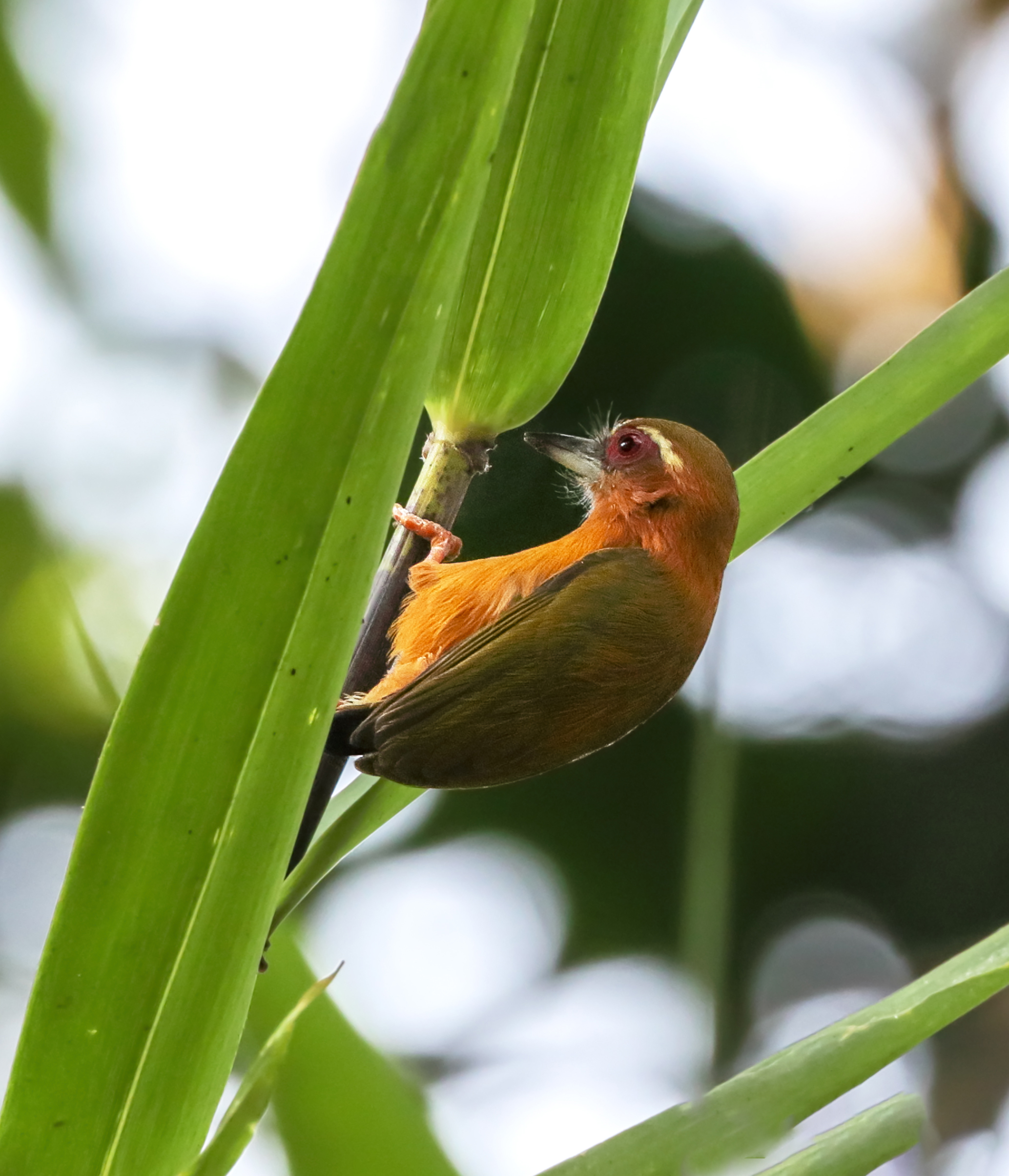
Rötelmausspecht (Sasia ochracea)

Mausspechte sind mit maximal 10 Zentimetern Körperlänge sehr kleine, fast schwanzlose Spechtvögel mit düster olivgrüner Oberseite und orangerötlicher bis rostroter, beziehungsweise grauer Unterseite. Der große Kopf geht fast ansatzlos in den verhältnismäßig massig und plump wirkenden Rumpf über. Alle drei Arten sind knapp 10 Zentimeter lang und wiegen maximal etwa 12 Gramm. Sie erinnern habituell entfernt an einen Zaunkönig, dem sie auch in Größe und Gewicht nahe kommen.
Die beiden südostasiatischen Arten, der Malaienmausspecht (Sasia abnormis) und der Rötelmausspecht (Sasia ochracea) sind einander sehr ähnlich. Die Oberseite ist bei Sasia abnormis satt dunkelgrün, beim Rötelmausspecht grünlich mit unterschiedlich ausgeprägtem roströtlichen Einschlag. Die Wangen und die gesamte Unterseite beider Arten sind intensiv rötlich-orange bis roströtlich. Schwingen und der sehr kurze Schwanz sind dunkelbräunlich. Die Iris ist rötlich, die dreizehigen Beine sind rötlich-orange. Der spitze, an der Basis breite Schnabel ist leicht gebogen, der Oberschnabel ist dunkel, der Unterschnabel heller, an der Basis grüngelblich. Die Augen sind von einer runden, rötlich-pinken, nackten Hautstelle umgeben. Der schwach ausgeprägte Geschlechtsdimorphismus beschränkt sich auf die unterschiedliche Färbung der Stirn: beim Männchen ist diese ganz oder teilweise gelb, beim Weibchen wie das übrige Wangengefieder gefärbt. Deutlichstes Unterscheidungsmerkmal der beiden Arten ist ein gewellter weißer Hinteraugenstreif beider Geschlechter des RötelmausspechteSasia Er fehlt beim Malaienmausspecht zur Gänze.
Die afrikanische Art, der Graubauch-Mausspecht (Verreauxia africana) weist bei sehr ähnlicher düster olivgrüner Oberseitenfärbung eine weitgehend ungezeichnete, dunkelgraue Unterseite auf. Die grauen Ohrdecken sind hinter den Augen und zum Nacken hin teilweise weiß gerandet. Einziger äußerer Geschlechtsunterschied ist die rostrote Stirn des Männchens; diese ist beim Weibchen wie der übrige Oberkopf dunkel olivgrün.
Die Lautäußerungen dieser Spechtarten sind vielfältig, vom Graubauch-Mausspecht ist allerdings nur ein hoher, schwacher Triller ti ti ti… bekannt. Vom Malaienmausspecht sind lange kih kih kih kih… Reihen und einzelne oder wiederholte tic und tsit–Laute zu hören, vom Rötelmausspecht ein hoher Triller ti iiiiiii…. Die beiden letztgenannten Arten trommeln häufig und verhältnismäßig laut, vom Graubauch-Mausspecht ist dies nicht bekannt.

## Verbreitung und Lebensraum

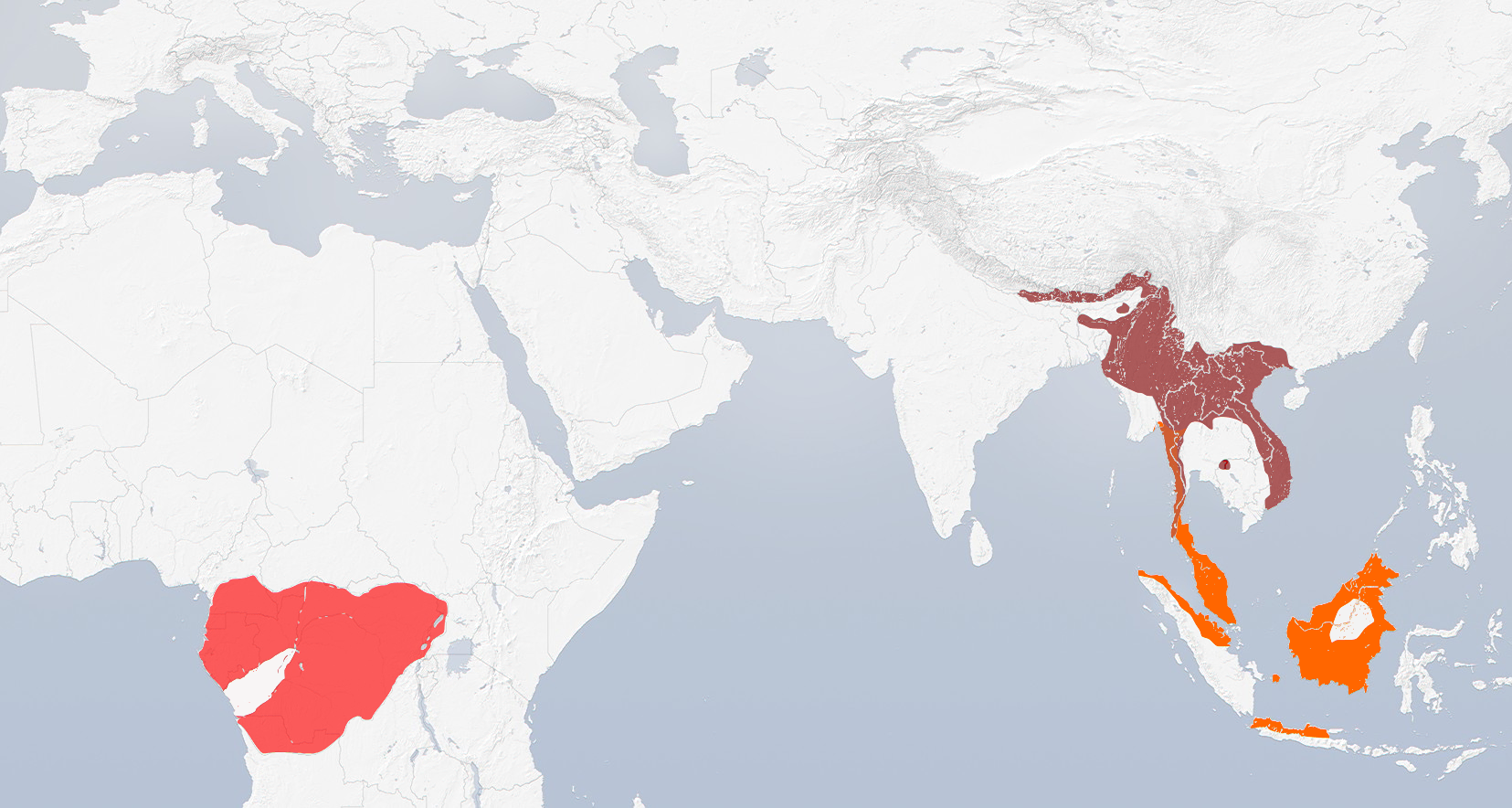
Verbreitungsgebiet der Mausspechte
Verreauxia africana
Sasia ochracea
Sasia abnormis
Im Nordteil der Malaiischen Halbinsel überlappen die Verbreitungsgebiete von S. ochracea und S. abnormis – hier orange-bräunlich markiert

Das Verbreitungsgebiet von Verreauxia africana erstreckt sich von Südkamerun südwärts bis Nordwestangola, ostwärts über die Zentralafrikanische Republik und den größten Teil der Demokratischen Republik Kongo bis Uganda. Sasia abnormis ist von Nordostindien und Südnepal südwärts über Myanmar und Thailand (etwa bis zum Isthmus von Kra), ostwärts über Südchina bis Vietnam, verbreitet. Die vermuteten Vorkommen im nordwestlichen Kambodscha sind nicht bestätigt. Die Lebensräume von Sasia ochracea erstrecken sich etwa vom Mündungsgebiet des Saluen südwärts über die gesamte Malaiische Halbinsel bis Ostsumatra, Nias, Nord- und Zentraljava. Weiters sind große Teile Borneos von dieser Art bewohnt. Im Nordteil dieses Verbreitungsgebietes (südwärts etwa bis zum Isthmus von Kra) kommen beide Arten gemeinsam vor. Über die Verteilung der Lebensräume oder etwaige Hybridisierung der beiden Arten liegen keine Angaben vor.
Alle drei Arten bewohnen die untersten Abschnitte tropischer Wälder, insbesondere dichtes Gestrüpp in Sekundärwäldern, Buschregionen in Gewässernähe sowie Bambusdickichte, meist in Höhen unter 5 Metern. Vor allem Sasia ochracea scheint stark an Bambusgehölze gebunden zu sein. Offenland wird von keiner Art besiedelt.
V. africana und Sasia abnormis bewohnen eher Niederungen und Mittellagen (letztere in Thailand Höhenlagen bis 1300 Meter), während Sasia ochracea in ihren südlichen Verbreitungsarealen bis 1850 Metern, in ihren nördlichen bis 2600 Metern nachgewiesen ist.
Über die Verbreitungsdichte liegen unterschiedliche, zum Teil auch widersprüchliche Angaben vor, allerdings müssen die Kleinheit der Arten, ihre sehr mobile Lebensart im dichten Unterwuchs ihres Lebensraumes und die Unzugänglichkeit ihrer Verbreitungsgebiete in Betracht gezogen werden. Alle drei Arten scheinen zumindest regional durchaus häufig zu sein, andernorts in ihrer jeweiligen Verbreitungszone aber völlig zu fehlen. So liegen zum Beispiel für Sasia abnormis aus dem ornithologisch gut erfassten Singapur keine Nachweise vor, obwohl die Art auf der übrigen Malaiischen Halbinsel vorkommt.

## Verhalten
Zum Verhalten der Mausspechte ist sehr wenig bekannt. Alle drei Arten sind schnelle, gewandte Flieger, die sich flink und geschickt in der dichten Vegetation ihres Lebensraums bewegen. Sie sind aus diesem Grunde und wegen ihrer Kleinheit sehr schwer zu beobachten. Mausspechte scheinen in Paaren oder kleinen Familiengruppen zu leben; häufig findet man sie auch mit anderen Vogelarten vergesellschaftet.
Ihre Nahrung besteht aus Ameisen und anderen Insekten, zum Teil auch aus Larven, die zumindest vom Graubauch-Mausspecht und vom Malaienmausspecht auch durch Aufhämmern der Fraßgänge erbeutet werden. Vom Rötelmausspecht ist dies nicht bekannt, er gewinnt seine Beutetiere vor allem durch Absuchen der Substratoberflächen und durch Stochern, Techniken, die auch die beiden anderen Arten anwenden.
Soweit bekannt brüten alle drei Arten in selbst gezimmerten Baum- oder Bambushöhlen. Zur Brutdauer liegen keine Angaben vor; die Gelegegröße beträgt meist zwei, maximal vier Eier. Die Brutzeiten sind sehr variabel. Nestlinge des Graubauch-Mausspechtes wurden zwischen Juli und Februar gefunden, die beiden südostasiatischen Arten brüten meist zwischen Februar und Juli.

## Systematik
Sasia, die Typusart der Unterfamilie, wurde 1837 von Brian Houghton Hodgson anhand eines in Nepal gesammelten Exemplars des Rötelmausspechtes erstbeschrieben. Sasia ist der nepalesische Name dieses Vogels.
Die Unterfamilie besteht aus drei Arten, Sasia abnormis, Sasia ochracea und Verreauxia africana, deren Monophylie unbestritten ist. Dennoch bestehen zwischen den südostasiatischen und der afrikanischen Art erhebliche morphologische Unterschiede: Sasia africana hat 8 Schwanzfedern und vier Zehen, von denen die erste stark zurückgebildet ist, während Sasia ochracea und Sasia abnormis 10 Schwanzfedern und nur drei Zehen aufweisen. Dies führte dazu, dass die afrikanische Art in die monotypische Gattung Verreauxia Hartlaub, 1856 gestellt wurde. Nach geltender taxonomischer Einschätzung ist Verreauxia africana die Schwesterart der Gruppe Sasia ochracea/Sasia abnormis, während die beiden letzteren Schwesterarten darstellen. Die Trennung der beiden Abstammungslinien erfolgte schon vor mindestens 7,9 Millionen Jahren.
- Sasia abnormis (Temminck 1825): 2 Unterarten, die sich nur in der Schnabellänge unterscheiden. 3 Zehen und 10 Steuerfedern. Von der Schwesterart durch das Fehlen des weißen Überaugenstreifs deutlich unterschieden.

- Sasia a. abnormis (Temminck 1825) Fast das gesamte Verbreitungsgebiet der Art.
- Sasia a. magnirostris Hartert 1901: Nur auf Nias; etwas längerer Schnabel als die Nominatform.

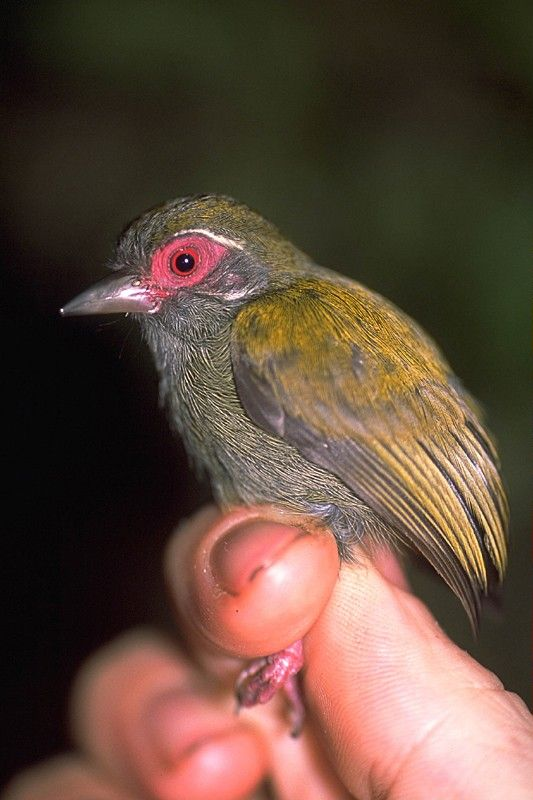
Graubauch-Mausspecht (Verreauxia africana)

- Sasia ochracea Hodgson 1837: Zurzeit drei Unterarten. Neue Untersuchungen zeigen jedoch eine große genetische Differenzierung allein in der Nominatform, die eine wesentlich größere Anzahl an Unterarten berechtigt erscheinen lässt. 3 Zehen, 10 Steuerfedern.

- Sasia o. ochracea Hodgson 1837: Nordindien bis Vietnam, ausgenommen Südostchina und äußerstes Nordvietnam. Sehr variabel mit großer genetischer Variation innerhalb der Unterart. Insgesamt heller als die nordöstlich benachbarte Unterart Sasia o. kinneari. Individuen von Südassam bis Nordmyanmar wurden früher als Sasia o. querulivox Stuart Baker 1926 abgetrennt.
- Sasia o. kinneari Stresemann 1929 : Äußerstes Nordvietnam, Südostchina. Insgesamt dunkler als die Nominatform.
- Sasia o. reichenowi Hesse 1911 : Myanmar und Vietnam. Deutlich von den beiden anderen Unterarten durch schwärzlichen (nicht rötlich-pinken) Orbitalring sowie meist kürzeren weißen Überaugenstreif unterschieden.

- Verreauxia africana Syn. Sasia africana (Verreaux, E & Verreaux, J 1855): monotypisch. Bauch grau, nicht rotbraun wie bei den südostasiatischen Arten; vier Zehen, von denen die erste zurückgebildet ist, 8 Steuerfedern.

Die drei Arten der Mausspechte bildeten zusammen mit Picumnus und Nesoctites die Unterfamilie Picumninae innerhalb der Familie der Spechte (Picidae). Seit 2022 werden sie der neu eingeführten Unterfamilie Sasiinae zugeordnet.

## Bestand und Bedrohung
Der Lebensraum aller drei Arten ist vor allem durch Holzgewinnung und Brandrodung bedroht und zählt zu den gefährdetsten Lebensräumen der Erde. Quantitative Bestandserhebungen und Analysen der Bestandsentwicklung sind nicht vorhanden. Zumindest lokal scheinen die drei Vertreter der Gattung nicht selten zu sein. Deshalb und auf Grund der relativ großen Verbreitungsgebiete aller drei Arten wertet die IUCN trotz der bestehenden Gefährdungsfaktoren den Gefährdungsgrad von Sasia als LC (= least concern) – nicht gefährdet.